# Lăpușata
Lăpușata es una comuna ubicada en el distrito Vâlcea, Rumania.

## Superficie
Posee una superficie de 47,38 kilómetros cuadrados.

## Demografía
Hasta 2021 la población era de 1859 habitantes, con una densidad de población de 39,24 habitantes por kilómetro cuadrado.